# Котельный проезд
Коте́льный прое́зд (название с 26 августа 1960 года) — проезд в Юго-Восточном административном округе города Москвы на территории района Люблино.

## История
Проезд получил своё название 26 августа 1960 года по зданию котельной.

## Расположение
Согласно Яндекс. Картам, Картам Google и Справочнику улиц Москвы, Котельный проезд проходит от Ставропольской улицы на юг, поворачивает на восток и затем на юго-запад и проходит до Краснодарской улицы; с востока к Котельному проезду примыкает Высотный проезд в месте поворота Котельного проезда на юго-запад либо севернее него.
Согласно картам OpenStreetMap, Котельный проезд проходит от Ставропольской улицы на юг, поворачивает на восток и проходит до Высотного проезда.
Согласно справочникам «Улицы Москвы» (1969, 1972) проезд первоначально проходил между ныне упразднённой Ухтомской и Новороссийской улицами.
Название впоследствии было перенесено на Ухтомскую улицу.
По Котельному проезду не числится домовладений.

## Транспорт

### Наземный транспорт
По Котельному проезду не проходят маршруты наземного общественного городского транспорта. У северного конца проезда, на Ставропольской улице, расположена остановка «Таганрогская улица» автобусов № 54, 228, у южного, на Краснодарской улице, — остановка «Новороссийская улица» автобусов № 30, 658.

### Метро
- Станция метро «Люблино» Люблинско-Дмитровской линии — юго-восточнее проезда, на пересечении Краснодарской и Совхозной улиц.

## Галерея

Котельный проезд
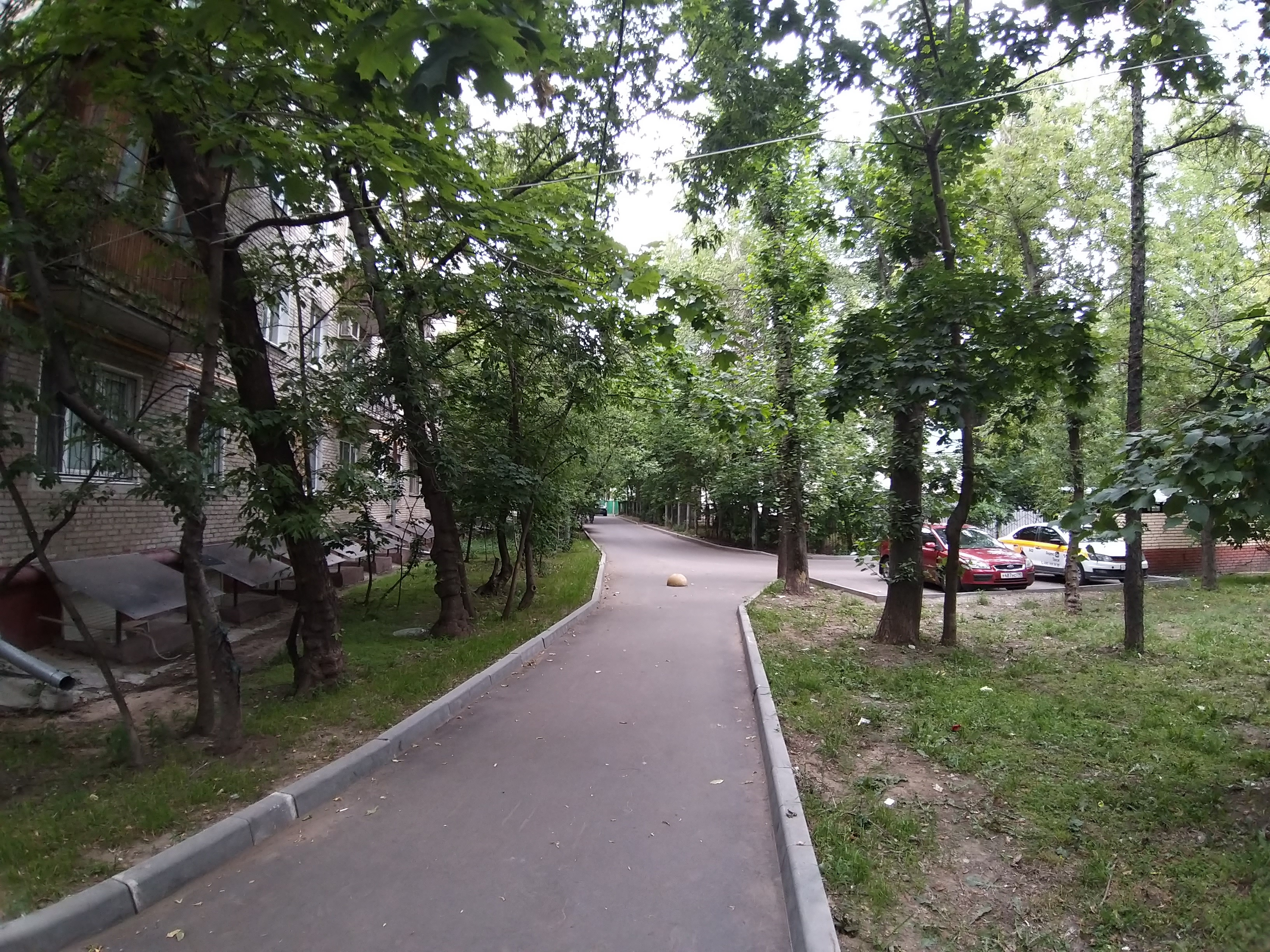
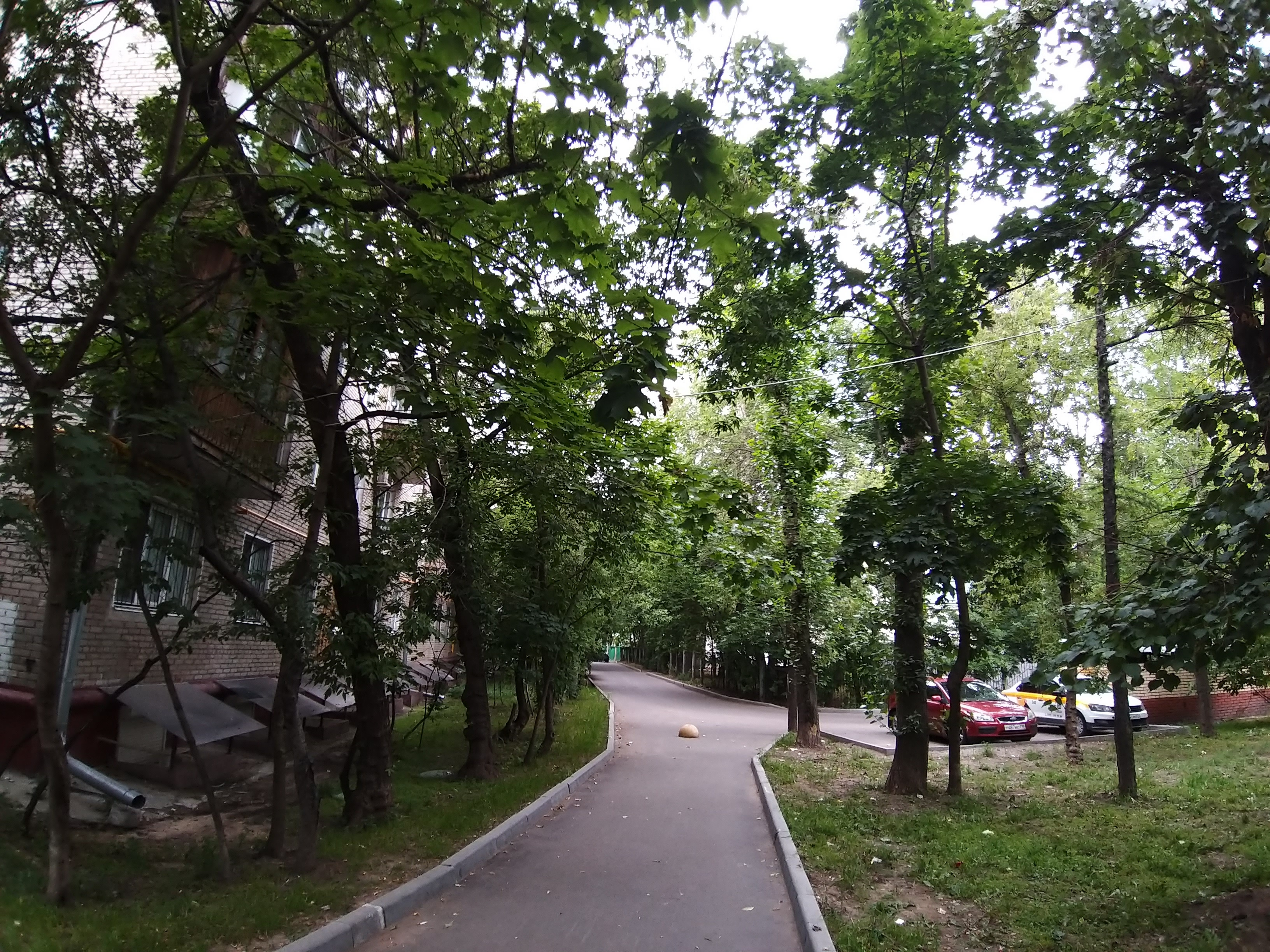
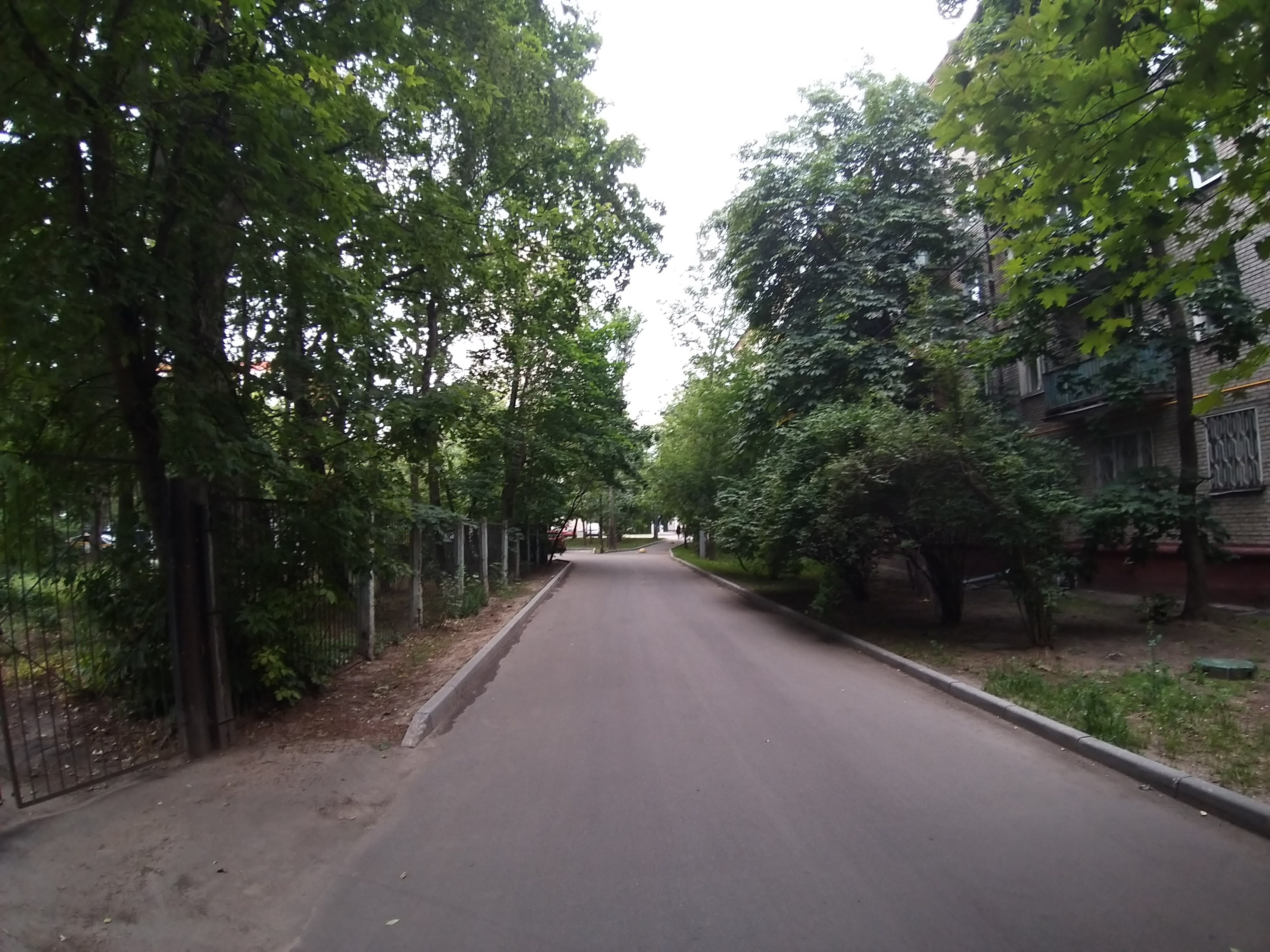
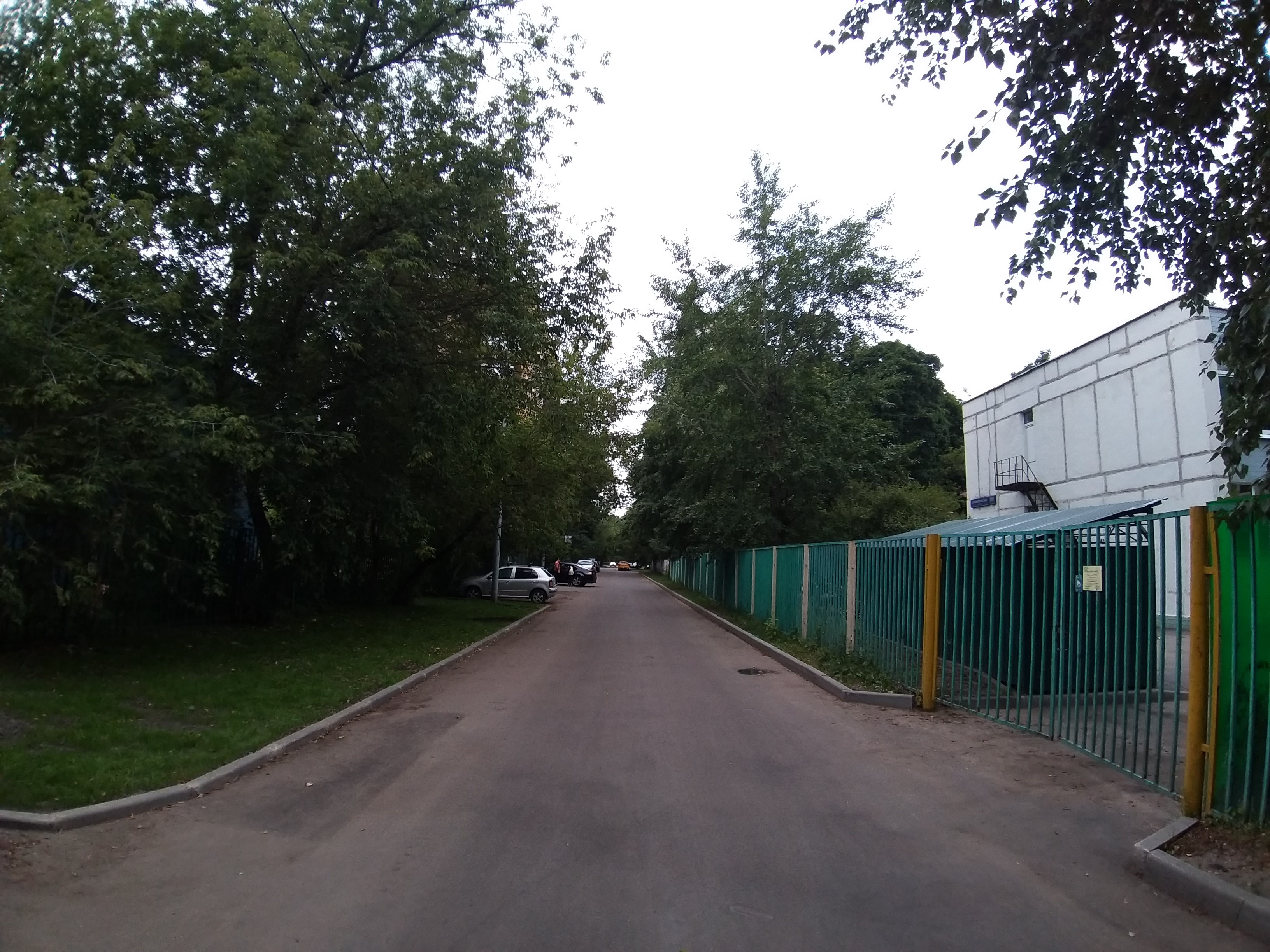